# Mołnia 8K78
Mołnia 8K78 – pol. błyskawica – radziecka trzyczłonowa rakieta nośna. Zbudowana na bazie rakiety balistycznej R-7. Silnik 3. stopnia oparty na rakiecie balistycznej R-9. Projekt rakiety Mołnia ukończono 10 maja 1960. Wynosiła sondy Marsa i Księżyca, oraz satelity telekomunikacyjne Mołnia.

## Chronologia
1. 10 października 1960, 14:27:49 GMT; s/n L1-4M; miejsce startu: Bajkonur (LC1), Kazachstan
Ładunek: Mars 1M 1; Uwagi: start nieudany – w 300,9 s lotu rakieta wymknęła się spod kontroli, a w 324,2 s została wydana komenda samozniszczenia – silnik stopnia trzeciego wyłączył się po 13,32 s pracy. Możliwą przyczyną były drgania rezonansowe stopnia 3. spowodowane pracą stopnia 2., które mogły uszkodzić żyrohoryzont. Rakieta nabrała przechyłu w kierunku Ziemi niemożliwego do skorygowania – przekroczył 7 stopni. Stopień 3. i ładunek osiągnął wysokość 120 km nim spłonął w atmosferze nad wschodnią Syberią
2. 14 października 1960, 13:51:03 GMT; s/n L1-5M; miejsce startu: Bajkonur (LC1), Kazachstan
Ładunek: Mars 1M 2; Uwagi: start nieudany – w 290 s lotu silnik stopnia 3. nie odpalił się. Powodem było zamrożenie nafty we wlocie do pompy przez wyciek ciekłego tlenu jeszcze na platformie startowej. Wyciek spowodowało złe uszczelnienie zaworu ciekłego tlenu
3. 4 lutego 1961, 01:18:03 GMT; s/n L1-6; miejsce startu: Bajkonur (LC1), Kazachstan
Ładunek: Sputnik 7; Uwagi: start nieudany – w 531 s lotu czwarta komora silnika stopnia 3. eksplodowała. Powodem było nieprawidłowe zamknięcie się zaworu ciekłego tlenu, które sprawiło, że wleciał on do rozgrzanej komory. Człon ucieczkowy i ładunek weszły na orbitę parkingową, ale główny silnik wyłączył się zaledwie 0,8 s po zapłonie, z powodu kawitacji i uszkodzenia pompy utleniacza. Ładunek i stopień ucieczkowy pozostały na orbicie
4. 12 lutego 1961, 00:34:36 GMT; s/n L1-7; miejsce startu: Bajkonur (LC1), Kazachstan
Ładunek: Wenera 1; Uwagi: start udany
5. 25 sierpnia 1962, 02:18:45 GMT; s/n T103-12; miejsce startu: Bajkonur (LC1), Kazachstan
Ładunek: Sputnik 19; Uwagi: start nieudany – w 60 min 50 s lotu jeden z czterech silników stopnia ucieczkowego nie odpalił się. Na skutek niesymetrycznego przyspieszania, stopień utracił kontrolę położenia i 3 s po zapłonie główny silnik zaczął źle pracować. Działał przez 45 s zamiast 240 s. Stopień pozostał na orbicie okołoziemskiej
6. 1 września 1962, 02:12:30 GMT; s/n T103-13; miejsce startu: Bajkonur (LC1), Kazachstan
Ładunek: Sputnik 20; Uwagi: start nieudany – w 61 min 30 s lotu, nie otworzył się zawór paliwa – nie doszło do zapłonu stopnia 4.
7. 12 września 1962, 00:59:13 GMT; s/n T103-14; miejsce startu: Bajkonur (LC1), Kazachstan
Ładunek: Sputnik 21; Uwagi: start nieudany – w 531 s lotu, czwarta komora silnika stopnia 3. eksplodowała. Powodem było nieprawidłowe zamknięcie się zaworu ciekłego tlenu, które sprawiło, że wleciał on do rozgrzanej komory
8. 24 października 1962, 17:55:04 GMT; s/n T103-15; miejsce startu: Bajkonur (LC1), Kazachstan
Ładunek: Sputnik 22; Uwagi: start nieudany – 16 s po zapłonie stopnia 4., silnik eksplodował. Utrata smarowania spowodowała zacięcie się wału w przekładni turbopompy i uszkodzenie turbiny
9. 1 listopada 1962, 16:14:16 GMT; s/n T103-16; miejsce startu: Bajkonur (LC1), Kazachstan
Ładunek: Mars 1; Uwagi: start udany
10. 4 listopada 1962, 15:35:15 GMT; s/n T103-17; miejsce startu: Bajkonur (LC1), Kazachstan
Ładunek: Sputnik 24; Uwagi: start nieudany – w 260 s lotu nastąpiła usterka w systemie ciśnieniowym. Spowodowała kawitację w rurociągu utleniacza i pompie ciekłego tlenu, oraz uszkodzenie pompy paliwa w 292 s lotu. Jakkolwiek ładunek i stopień ucieczkowy osiągnęły orbitę, silne wstrząsy stopnia 3. uszkodziły silnik stopnia ucieczkowego, który nie mógł się odpalić
11. 11 listopada 1963, 06:23:35 GMT; s/n G103-18; miejsce startu: Bajkonur (LC1), Kazachstan
Ładunek: Kosmos 21; Uwagi: start nieudany – utrata położenia przez stopień ucieczkowy, odpalenie się stopnia w niewłaściwym kierunku
12. 4 czerwca 1964,? GMT; s/n R103-34; miejsce startu: Bajkonur (LC1), Kazachstan
Ładunek: Mołnia 1 2; Uwagi: start nieudany – w 104 s lotu nastąpiła awaria serwomotoru przepustnicy i awaria obwodów silnika. Rakieta została zniszczona w wyniku upadku na ziemię, niedaleko od stanowiska startowego
13. 30 listopada 1964, 13:12 GMT; s/n?; miejsce startu: Bajkonur (LC1), Kazachstan
Ładunek: Zond 2; Uwagi: start udany
14. 12 marca 1965, 09:36 GMT; s/n R103-25; miejsce startu: Bajkonur (LC1), Kazachstan
Ładunek: Kosmos 60; Uwagi: start nieudany – w wyniku uszkodzenia transformatora w układzie zasilania systemu kontroli, nie odpalił się silnik stopnia ucieczkowego.
15. 23 kwietnia 1965, 01:55 GMT; s/n U103-35; miejsce startu: Bajkonur (LC1), Kazachstan
Ładunek: Mołnia 1-1; Uwagi: start udany – oficjalnie pierwszy radziecki satelita telekomunikacyjny
16. 18 lipca 1965, 14:38 GMT; s/n?; miejsce startu: Bajkonur (LC1), Kazachstan
Ładunek: Zond 3; Uwagi: start udany
17. 4 października 1965, 07:56:40 GMT; s/n U103-27; miejsce startu: Bajkonur (LC1), Kazachstan
Ładunek: Łuna 7; Uwagi: start udany
18. 14 października 1965, 19:40 GMT; s/n U103-37; miejsce startu: Bajkonur (LC1), Kazachstan
Ładunek: Mołnia 1-02; Uwagi: start udany
19. 3 grudnia 1965, 10:46:14 GMT; s/n U103-28; miejsce startu: Bajkonur (LC1), Kazachstan
Ładunek: Łuna 8; Uwagi: start udany

## Mołnia 8K78/E6
Mołnia 8K78/E6 to modyfikacja rakiety Mołnia 8K78 zaadaptowana do wysyłania sond księżycowych typu E-6. Charakteryzowała się większym ciągiem startowym (4 054 kN), większą masą (306 200 kg), trochę mniejszą średnicą (2,95 m), ale była za to dużo dłuższa (44,40 m).

### Chronologia
1. 4 stycznia 1963, 08:49 GMT; s/n T103-09; miejsce startu: Bajkonur (LC1), Kazachstan
Ładunek: Sputnik 25; Uwagi: start nieudany – awaria stopnia ucieczkowego w wyniku uszkodzenie transformatora prądu stałego
2. 3 lutego 1963, 09:29:14 GMT; s/n G103-10; miejsce startu: Bajkonur (LC1), Kazachstan
Ładunek: E-6 2; Uwagi: start nieudany – uszkodzenia w obwodach czujników i żyroskopów systemu kierowania. Górne stopnie i ładunek spłonęły w atmosferze nad Pacyfikiem
3. 2 kwietnia 1963, 08:16:37 GMT; s/n G103-11; miejsce startu: Bajkonur (LC1), Kazachstan
Ładunek: Łuna 4; Uwagi: start udany
4. 22 sierpnia 1964, 07:12 GMT; s/n R103-36; miejsce startu: Bajkonur (LC1), Kazachstan
Ładunek: Kosmos 41; Uwagi: start udany
5. 10 kwietnia 1965, 09:36 GMT; s/n R103-26; miejsce startu: Bajkonur (LC1), Kazachstan
Ładunek: E-6 8; Uwagi: start nieudany – w wyniku utraty ciśnienia w przewodzie kwasu azotowego zawiódł silnik stopnia 3. Górne stopnie i ładunek spłonęły w atmosferze